# Dans med svåra steg
Dans med svåra steg är Lars Winnerbäcks debutalbum. Albumet släpptes 23 oktober 1996 och producerades av Lars Winnerbäck och P.H. Andersson. Inspelad av Lasse Jonsson i Neptune Studio, Linköping maj 1996. Mixad av Mats Axfors i Ljudhuset, Tranås maj 1996.

## Låtlista
1. Tretton trappor opp (3:46)
2. Eldvakt (2:48)
3. Av ingens frö (3:45)
4. Fröken Svår (1:26)
5. Under månen (5:14)
6. Tal av Hjärter Dam (2:22)
7. Kom änglar (4:13)
8. Julgröten (5:16)
9. Sagan om en fantasi (3:59)
10. Vårdag i november (4:02)
11. Försvarstal (3:28)
12. Inte för kärleks skull (4:42)
13. Fenomena (4:02)

## Medverkande musiker
- Lars Winnerbäck - sång, akustisk gitarr
- P.H. Andersson - fiol, blockflöjt, elgitarr, akustisk gitarr, kör
- Kalle Tagesson - piano
- Martin Söderström - elbas
- Johan Aronsson - trummor, slagverk
- Rikard Favati - akustisk gitarr på "Av ingens frö"
- Susanna Carlstedt - sång på "Av ingens frö"